# Conjunto Rumbavana
Conjunto Rumbavana es un conjunto musical cubano, fundado en 1955. Su director era el pianista Joseíto González. Poseía un repertorio musical popular con estilos como bolero, guaracha, chachachá, son montuno, conga y danzón.

## Integrantes
- Piano: Joseíto González
- Vocales: Fernando Gonzalez, Guido Soto, Onelio Pérez, Oreste Macías, Ricardito Pérez
- Bajo: Silvio Vergara "Cuco"
- Trompetas: Jorge Puig, Gilberto Azcuy, Osvaldo Morales "Pipo", Rigoberto Calderón, Manuel "El Burro", Eloy Abreu
- Tumbadoras: Rolando Sigler "Pica Pica", Ricardo Ferro
- Bongoes: Tino Alonso "Papá Gofio"